# Ка-226
„Камов Ка-226 Сергей“ е малък многоцелеви руски вeртолет с 2 двигателя. Ка-226 притежава заменяем отсек вместо конвенционална кабина, което му позволява ползването на разнообразно оборудване според целта на мисията. Хеликоптерът влиза в употреба след 2002 г. Обозначението му в НАТО е Hoodlum, а в ОКБ „Камов“ – „Сергей“.

## Рзработка
Като турбинна версия на Ка-26, Ка-226 е обявен за първи път през 1990 г. Първият му полет е на 4 декември 1997 г.

## Дизайн
Конструкцията на вертолета е усъвършенстван Ка-26 с включен заменяем отсек. Ка-226 има нова роторна система, с която се увеличава видимостта в предната част и нов дизайн на пасажерската кабина. Има и нова трансмисия направена от смесени материали.
Хеликоптерът е оборудван с коаксиален ротор, което е запазена марка на Камов, като за Ка-226 е и с усъвършенстван дизайн позволяващ по-голяма маневреност и пълна липса на нужда от заден ротор.

## Оператори
Русия
- Руската Федерална служба за сигурност, която охранява и границите, има на разположение 2 Ка-226 и води преговори за закупуването на още няколко с по-мощен двигател Turbomeca Arrius 2G2.[1]
- Два хеликоптера Ка-226 са доставени на московската полиция.[1]
- Руската компания „Газпром“ (най-големият производител на природен газ в света) има няколко Камов Ка-226, обозначени като Ка-226АГ (АГ означава Компания Газпром). Единствената разлика с нормалните Ка-226 е новата авионика в АГ версията.[2] Поръчана е доставка за още 14 машини.[1]

 Йордания
- Сделка за 25 млн. долара е сключена между „Камов“ и Йордания за снабдяването на RJAF с 6 хеликоптера. Сделката е пробив за руските самолетостроители, защото преди това Йордания купува техника предимно от западни производители.[3]

 Украйна
- Един хеликоптер Ка-226 са доставени на Военноморски сили на Украйна.